# 冷泉為経
冷泉 為経（れいぜい ためつね）は、江戸時代前期から中期にかけての公卿。官位は正二位・権大納言。下冷泉家10代当主。

## 経歴
承応3年（1654年）、葉室頼業の次男あるいは三男として誕生。下冷泉家の冷泉為元の養子となる。
貞享5年（1688年）1月、従三位に叙せられる。
享保7年（1722年）、薨去。家督は子・為俊が継いだ。

## 系譜
- 父：葉室頼業
- 母：不詳
- 養父：冷泉為元
- 妻：不詳
  - 男子：冷泉為俊
  - 男子：冷泉宗家
  - 女子：青木一典正室